# 贝凯什乔包区
贝凯什乔包区（匈牙利語：Békéscsabai járás），是匈牙利贝凯什州的一个区，总面积636.16平方公里，总人口83,541人（2011年），人口密度131人/平方公里。中心城市为貝凱什喬包。

## 市镇
贝凯什乔包区包含一个州级市、两个城镇、一个大村和5个村庄。